# Adolf Frederik IV van Mecklenburg-Strelitz
Adolf Frederik IV van Mecklenburg-Strelitz (Mirow, 5 mei 1738 - Neustrelitz, 2 juni 1794) was van 1752 tot aan zijn dood hertog van Mecklenburg-Strelitz. Hij behoorde tot het huis Mecklenburg.

## Levensloop
Adolf Frederik IV werd geboren als de oudste zoon van Karel van Mecklenburg-Strelitz en diens echtgenote Elisabeth Albertina, dochter van hertog Ernst Frederik I van Saksen-Hildburghausen. Zijn vader was de tweede zoon van hertog Adolf Frederik II van Mecklenburg-Strelitz.
Na de dood van zijn vader in juni 1752 werd Adolf Frederik IV de erfopvolger van zijn oom Adolf Frederik III. Adolf Frederik III stierf reeds in november 1752, waarna de 14-jarige Adolf Frederik IV de nieuwe hertog van Mecklenburg-Strelitz werd. Wegens zijn minderjarigheid werd hij onder het regentschap van zijn moeder geplaatst, die begeleid werd door koning George II van Groot-Brittannië. In april 1753 werd hij volwassen verklaard en begon hij zelfstandig te regeren.
Van januari tot april 1753 studeerde Adolf Frederik IV aan de Ernst-Moritz-Arndt-Universität in Greifswald en in 1764 werd hij geïnstalleerd als lid van de Orde van de Kousenband. Adolf Frederik IV bleef ongehuwd en had geen kinderen. Na zijn dood in 1794 werd hij als hertog van Mecklenburg-Strelitz opgevolgd door zijn jongere broer Karel II van Mecklenburg-Strelitz.